# HD 185018
HD 185018 är en dubbelstjärna belägen i den norra delen av stjärnbilden Örnen. Den har en kombinerad skenbar magnitud av ca 5,98 och är svagt synlig för blotta ögat där ljusföroreningar ej förekommer. Baserat på parallaxmätning inom Hipparcosuppdraget på ca 2,7 mas, beräknas den befinna sig på ett avstånd på ca 1 200 ljusår (ca 370 parsek) från solen. Den rör sig bort från solen med en heliocentrisk radialhastighet på ca 0,5 km/s.

## Egenskaper
Primärstjärnan HD 185018 A är en gul till vit superjättestjärna av spektralklass G0 Ib. Den har en massa som är ca 5,5 solmassor, en radie som är ca 27 solradier och har ca 586 gånger solens utstrålning av energi från dess fotosfär vid en effektiv temperatur av ca 5 600 K.